# Christian Schlögl
Christian Schlögl (* 19. Dezember 1961 in Waidhofen an der Ybbs; † 14. Mai 2024) war ein österreichischer Informationswissenschaftler und Fachbuchautor.

## Leben
Er studierte von 1982 bis 1989 Informatik an der Universität Linz. Nach der Habilitation 2001 zum Thema Bestandsaufnahme Informationsmanagement (Lehrbefugnis für Wirtschaftsinformatik und Informationswissenschaft) war er seit 2001 Universitätsdozent am Institut für Informationswissenschaft in Graz.

## Publikationen (Auswahl)
- Istzustandserhebung in den wissenschaftlichen Sammlungsbereichen des Oberösterreichischen Landesmuseums. Diplomarbeit Univ. Linz,. 1989 (Bibliographischer Nachweis).
- Datenmanagement auf dem Prüfstand. Am Beispiel der steirischen Großindustrie. Dissertation Univ. Graz. 1995 (Bibliographischer Nachweis).
- Hypermedia in enterprises – a critical discussion. dbv-Verl., Graz 1993 (Bibliographischer Nachweis).
- Informationsmanagement. Eine Bestandsaufnahme. Habilitationsschrift Univ. Graz. 2000 (Bibliographischer Nachweis).
  - Bestandsaufnahme Informationsmanagement. Eine szientometrische, qualitative und empirische Analyse. Dr. Th. Gabler GmbH, Wiesbaden 2001, ISBN 3-8244-7349-6.